# The Best of Yugopolis
The Best of Yugopolis – album kompilacyjny piosenek grupy Yugopolis, wydany w połowie września 2014. Jest złożony z piosenek wybranych z poprzednich albumów: Słoneczna strona miasta, Yugopolis 2 i Bez prądu, a zawiera także premierową wersję utworu satyrycznego Macieja Maleńczuka pt. „Sługi za szlugi” (o ówczesnym konflikcie rosyjsko-ukraińskim). Album zadebiutował na 21. miejscu zestawienia OLiS.

## Lista utworów
1. Yugopolis & Maciej Maleńczuk – „Sługi za szlugi”
2. Yugopolis & Paweł Kukiz – „Miasto budzi się”
3. Yugopolis & Maciej Maleńczuk - „Ostatnia nocka”
4. Yugopolis & Muniek – „Warszawski lot”
5. Yugopolis & Paweł Kukiz & Basia Janyga – „Rzadko widuję cię z dziewczętami”
6. Yugopolis & Maciej Maleńczuk – „Czas weźmie i Was”
7. Yugopolis & Krzysztof Kiljański – „Dzień pomyłek”
8. Yugopolis & Paweł Kukiz – „Bez kagańca”
9. Yugopolis & Maciej Maleńczuk – „Gdzie są przyjaciele moi?”
10. Yugopolis & Krzysztof Kiljański – „Dla siebie sami”
11. Yugopolis & Paweł Kukiz & Parni valjak – „O nic nie pytaj”
12. Yugopolis & Dorota Miśkiewicz – „Anna Joanna”
13. Yugopolis & Marek Piekarczyk – „Gdzie jest nasza miłość?”